# Oorlogsmonument Sauwerd
Het oorlogsmonument in de Nederlandse plaats Sauwerd is een monument ter nagedachtenis aan slachtoffers van de Tweede Wereldoorlog.

## Beschrijving
Beeldhouwer Thees Meesters maakte bronzen plaquette met een voorstelling van een vredesduif die vliegt boven twee handen, als symbool voor het reikhalzend uitzien naar vrede. Daaronder vermeldt een opschrift:

1940 - 1945
AAN ONZE IN DE STRIJD
TEGEN DE BEZETTER
GEVALLEN MEDEBURGERS

De plaquette werd geplaatst in de hal van het gemeentehuis van de gemeente Adorp en op 17 april 1950 door burgemeester Jan Boersma onthuld. In 1985 werd het gemeentehuis verbouwd, de plaquette verhuisde naar een plantsoen tegenover het gebouw, waar het in een klein muurtje werd gemetseld. Vanwege de realisatie van een rotonde staat het monument vanaf 2021 aan het Hoogpad. 